# 太陽賞
太陽賞（たいようしょう）は、かつて平凡社が主催していた写真賞。1964年創設。

## 概要
1964年（昭和39年）に、平凡社が前年に創刊したグラフ雑誌『太陽』の創刊1周年を記念して創設した賞。写真の中でも「組写真を対象としたドキュメンタリー」を対象としていたことと、基本的に新人・若手カメラマン向けの賞であったことが特徴。
賞の母体となっていた『太陽』が2000年に休刊になったため、本賞も前年の1999年（第36回）を最後に休止された。

## 主な受賞者
- 荒木経惟（第1回太陽賞「さっちん」）　中島洋、加藤菊夫（第1回準太陽賞）
- 服部吉宏、秋山忠右・佐藤晴雄共作（第2回準太陽賞）
- 昆田亨（第3回太陽賞「カトマンズの谷間」）　福田一文（第3回準太陽賞）
- 南良和（第4回太陽賞「ある山村の記録」）
- 本橋成一（第5回太陽賞「炭鉱・ヤマ」）　福田博之（第5回準太陽賞）
- 佐藤元洋（第6回太陽賞「反戦運動'68」）　高橋勇（第6回準太陽賞）
- 黒田靖夫（第7回太陽賞「至福千年」）
- 土田ヒロミ（第8回太陽賞「自閉空間」）　吉岡功（第8回準太陽賞）
- 小川忠博、鈴木幸輝（第9回準太陽賞）
- 古林洋（第10回太陽賞「衝撃の町」）　高橋松寿（第10回準太陽賞）
- 吉田一夫（第11回太陽賞「刺青」）　角田武（第11回準太陽賞）
- 鈴木龍一郎（第12回太陽賞「聖印度行」）
- 比嘉康雄（第13回太陽賞「おんな・神・まつり」）
- 栗本喜久雄、小林輝隆（第14回準太陽賞）
- マツシマススム（第15回太陽賞「琵琶湖私景冬から冬」）　若目田幸平（第15回準太陽賞）
- 福田文昭、山口大輔（第16回準太陽賞）
- 嶋田忠（第17回太陽賞「カワセミ 清流に翔ぶ」）　原芳一（第17回準太陽賞）
- 橋口譲二（第18回太陽賞「視線」）
- 藤野淳（第19回太陽賞「私観『にっぽん国憲法』抜粋」）許南英（第19回準太陽賞）
- 横山良一（第20回太陽賞「リバーロードのラフィキ」）
- 戸田れい子、吉江真人（第21回準太陽賞）
- 大西みつぐ（第22回太陽賞「河口の町」）
- 木原義敬、相川透（第23回準太陽賞）
- 小畑雄嗣（第24回太陽賞「海市蜃櫻」）
- 増見芳隆（第25回太陽賞「普通の中の不思議」）
- 小野庄一（第30回太陽賞）
- 桃井和馬（第32回太陽賞）